# Ариш
Ариш (азерб. Arış) — село в Фюзулінському районі Азербайджану.

## Історія
У 1993 році село було захоплено збройними силами Вірменії.
15 жовтня 2020 року внаслідок поновлених зіткнень у Карабасі село було звільнене Національною армією Азербайджану.